# أليخاندرو غونزاليس
أليخاندرو غونزاليس (بالإسبانية: Alejandro Damián González)‏ (23 مارس 1988 بمونتفيدو في الأوروغواي ) هو لاعب كرة قدم أوروغواني في مركز الدفاع. شارك مع منتخب الأوروغواي تحت 17 سنة لكرة القدم ومنتخب الأوروغواي تحت 20 سنة لكرة القدم. أما مع النوادي، فقد لعب مع بنيارول ونادي ترنانا ونادي سبورتينغ كريستال ونادي كالياري وهيلاس فيرونا وTacuarembó F.C. ‏.

## وصلات خارجية
- أليخاندرو غونزاليس على موقع الاتحاد الدولي (مؤرشف)  (الإنجليزية)
- أليخاندرو غونزاليس على موقع قاعدة بيانات كرة القدم.إي يو (الإنجليزية)
- أليخاندرو غونزاليس على موقع Soccerway.com (الإنجليزية)
- أليخاندرو غونزاليس على موقع عالم كرة القدم.نت (الإنجليزية)
- أليخاندرو غونزاليس على موقع AS.com (الإسبانية)